# Vigdis (film)
Vigdis är en norsk svartvit dramafilm från 1943 i regi av Helge Lunde. I rollerna ses bland andra Eva Sletto, Lars Tvinde och Liv Uchermann Selmer.

## Handling
Vigdis är dotter till läraren och kyrkosångaren Jens Bjørkeli. Hon ger sig i lag med bygdens ungdom, något som hennes stränga föräldrar inte tycker om. Deras oro är inte helt obefogad då folket i bygden har börjat prata om den lättsinniga dottern. Vigdis har dock inte varit lättsinning: Visst har hon flirtat, men aldrig något mer. Föräldrarna försöker få med henne på kristna sammankomster, men hon lyckas alltid lura sig undan. Föräldrarna misstänker pigan Kari för att hjälpa Vigdis.
Vigdis söker upp Anders Moen. Han är kär i henne, men hon älskar doktor Victor Falck. Hon berättar det dock inte för någon då Falck är förlovad med Gerda Storm. På kvällen är det dans och där kysser Vigdis Falck. Hans trolovade fattar misstanke, men en nödlögn räddar situationen. Några dagar senare är det missionsmöte i ungdomslokalen. Vigdis har gått dit med sina föräldrar. Skogsarbetare Anton står utanför och full som han är går han in för att leda församlingen. Vigdis lyckas emellertid stoppa honom och följer honom hem. Nio månader senare föder hon en son.
Trots övertalningsförsök vill inte Vigdis uppge vem som är barnets fader. Efter många turer får sorenskrivaren bud om att Nordby är far till barnet. Nordby är emellertid död då domen förkunnas. Vigdis är den enda som vet att domen inte är riktig. Senare uppdagas att doktor Falck är barnets rättmätige fader. Vigdis och Falck skapar ett hem tillsammans.

## Rollista
- Eva Sletto – Vigdis Bjørkli
- Lars Tvinde – Jens Bjørkli, lärare och kyrkosångare
- Liv Uchermann Selmer – Minda Bjørkli, hans hustru
- Tulla Hauge – Kari, piga på Bjørkli
- Harald Heide Steen – Anders Moen, skogsarbetare
- Fridtjof Mjøen – Victor Falck, läkare
- Bjørg Riiser-Larsen – Gerda Storm, Falcks trolovade
- Henki Kolstad – Erik Borgan, sorenskriverfullmäktig
- Eva Strøm Aastorp – Berit Bråten, småbrukardotter
- Arvid Nilssen – Anton Stubberudstuen, skogsarbetare
- Guri Stormoen – Olga Stubberudstuen
- Joachim Holst-Jensen	– P.P. Jeremiassen, skomakare
- Øyvind Øyen – Harald Nordby, storbonde
- Ragna Breda – Nordbys syster
- Turid Haaland – Nordbys syster
- Synnøve Øian	– Nordbys vän
- Thomas Thomassen – sorenskriveren
- Haakon Arnold
- Pehr Qværnstrøm – rättsvittnet
- Oscar Egede-Nissen – bondpojke
- Dagmar Myhrvold – barnmorskan
- Lisbet Nyborg – en småbrukarhustru
- Vivi Schøyen – kvinna
- Edith Carlmar – en kvinna (ej krediterad)

## Om filmen
Vigdis regisserades av Helge Lunde och producerades av bolaget Skandia Produksjon. Som förlaga hade man Albert Wieseners roman Vigdis og hennes barns fedre som Lunde omarbetade till filmmanus. Filmen fotades av Reidar Lund och klipptes av Olav Engebretsen. Den hade premiär den 2 augusti 1943 i Norge.